# Серра (Эспириту-Санту)
Серра (порт. Serra) — муниципалитет в Бразилии, входит в штат Эспириту-Санту. Составная часть мезорегиона Центр штата Эспириту-Санту. Входит в экономико-статистический микрорегион Витория. Население составляет 385 370 человек на 2007 год. Занимает площадь 553,254 км². Плотность населения — 696,6 чел./км².

## География
Климат местности: тропический. В соответствии с классификацией Кёппена, климат относится к категории Aw.

## История
Город основан 6 ноября 1875 года.

## Инфраструктура
- Валовой внутренний продукт на 2005 год составляет 7 230 790 mil реалов (данные: Бразильский институт географии и статистики).
- Валовой внутренний продукт на душу населения на 2005 год составляет 18 869,00 реалов (данные: Бразильский институт географии и статистики).
- Индекс развития человеческого потенциала на 2000 год составляет 0,761 (данные: Программа развития ООН).

## Известные уроженцы, жители
Кайо Да Круз Оливейра Куэйроз — бразильский футболист, нападающий клуба «Горица».